# أكرم القصاص
أكرم القصاص (1962 -) هو كاتب وصحفي مصري ومحلل سياسى معاصر ورئيس مجلس إدارة ورئيس تحرير جريدة اليوم السابع.

## مسيرته
بدأ عمله الصحفي في الثمانينات من القرن العشرين في صحيفة الشعب الأسبوعية، كما عمل في صحف الأهالي والدستور الأسبوعية، وشارك في تأسيس جريدة العربي، التي شغل بها منصب مساعد رئيس تحرير، وحرر فيها صفحة الجورنالجية التي مثلت خطوة مهمة في النقد السياسي والاجتماعي.
- عمل في صحيفة الشعب الاسبوعية. كما عمل في
- صحف الاهالي والدستور الاسبوعية التي صدرت في الفترة من 1995 حتى 1998 وتوقفت لتعاود الصدور اسبوعيا ويوميا حتى الآن
- شارك في تأسيس صحف مصرية وتجارب مختلفة مثل مصر الفتاة والموقف العربي ونهضة مصر واليوم السابع.[5]
- كتب مقالات وتحليلات في صحف الاتحاد والخليج بالإمارات وحرر صفحة ساخرة حملت عنوان ابتسامات في صحيفة الخليج في الفترة من عام 2003 إلى عام 2008 وكان له عمودان ثابتان هما «عولم خانة» ومسخرخانة. عالج فيهما بطريقة ساخرة موضوعات حديثة وتعليقات على الأحداث المختلفة.
- شارك في تاسسيس جريدة العربي التي تصدر عن الحزب العربي الناصري، شغل فيها موقع مساعد رئيس التحرير وحرر فيها صفحة مهمة هي الجورنالجية التي مثلت خطوة مهمة في النقد السياسي والاجتماعي الساخر.

### صفحة الجورنالجية
للكاتب أيضا إنتاج ادبي من القصص والاعمال الأدبية وتصدر له عدة كتب في مرحلة قريبة تجمع بين الكتابة الساخرة والأفكار الاجتماعية.
وهو أيضا كاتب متعدد الموضوعات لانه يكتب المقال والتحليل السياسي بنفس قدرته على الكتابة الساخرة. وقد ظهر ذلك في صفحة الجورنالجية التي ظل يكتبها ويحررها طوال مايقرب من عشر سنوات في صحيفة العربي المصرية والتي حصل خلالها على جائزة أحمد رجب للكتابة الساخرة من نقابة الصحفيين المصريين عام 2001.

## مؤلفاته
- تميزت كتاباته الساخرة أنها تجمع بين السخرية والجدية في سياقات واحدة، مع قدرة على توليد ونحت الفاض وعبارات وعناوين تجمع الفكرة وتجذب القراء، ويعتبر امتدادا لمدارس مهمة في الكتابة الساخرة تمتد إلى عبد الله النديم وبيرم التونسي ومن المعاصرين أحمد رجب ومحمود السعدني ومحمد عفيفي. وعالميا ينتمي إلى مدرسة من روادها مارك توين الكاتب الأمريكي الشهير.

- صدرت له أربعة كتب عن مركز زايد للدراسات بالإمارات تعاملت مع قضايا وافكار سياسية واجتماعية مختلفة.

- له كتابات سياسية وساخرة في صحف الدستور والجيل والموقف العربي وصوت العرب والاتحاد الإماراتية والخليج الإماراتية وجريدة القاهرة واليوم السابع.
- أصدر مؤخرا كتاب«عولم خانة» وهو كتاب من الأدب الساخر وصدر الكتاب عن دار حواديت للنشر.
- صدر له كتب «دفاعا عن حزب الكنبة»..
- ثورة ضائعة أم ثورة مسروقة..
- مبارك كيف حكم مصر.

## جوائز
- جائزة أحمد رجب للكتابة الساخرة من نقابة الصحفيين المصريين عام 2001.